# Symphytopria
Symphytopria is een geslacht van vliesvleugelige insecten uit de familie Diapriidae.

## Soorten
- S. facialis Kieffer, 1910
- S. fulva Kieffer, 1910
- S. fusciceps Kieffer, 1910
- S. nigroclavata Kieffer, 1910
- S. trisulcata Kieffer, 1910